# Sanida
Sanida (griechisch Σανίδα) ist eine Gemeinde im Bezirk Limassol in der Republik Zypern. Bei der Volkszählung im Jahr 2021 hatte sie 64 Einwohner.

## Name
Die Herkunft des Dorfnamens ist unbekannt. Laut Nearchos Cleridis besagt die lokale Erzählung, dass der Name des Dorfes von der ehemaligen Herstellung von Brettern kommt die zum Backen von Brot verwendet wurden. Die Hausfrauen legten die Brotlaibe auf diese Bretter mit den notwendigen Kerben im Holz und brachten sie zum Backen in die traditionellen Öfen.

## Lage und Umgebung

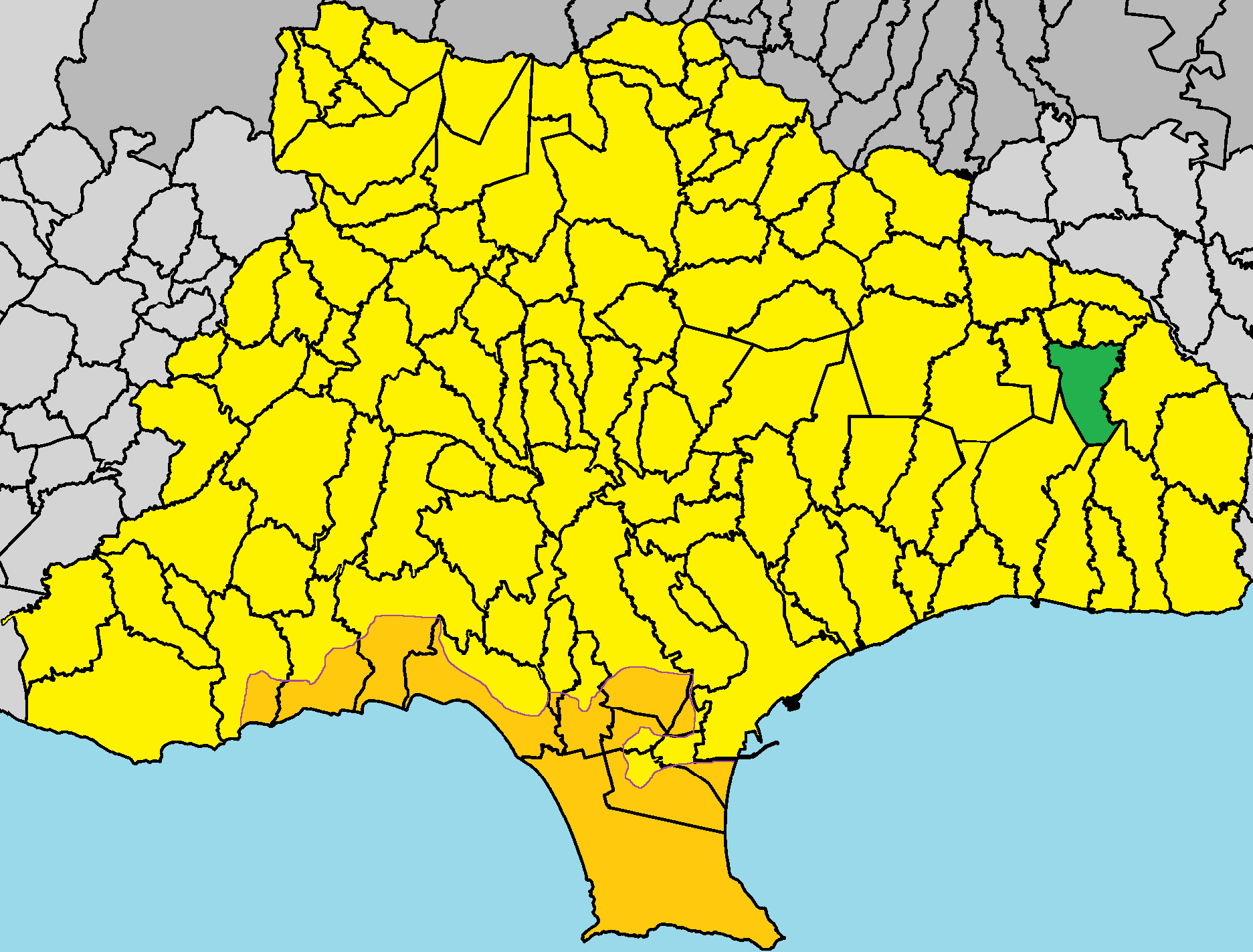
Lage im Bezirk Limassol

Sanida liegt auf der Mittelmeerinsel Zypern auf einer Höhe von etwa 605 Metern, etwa 30 Kilometer östlich von Limassol. Das 10,6996 Quadratkilometer große Dorf grenzt im Osten an Vasa Kellakiou, im Süden an Monagroulli und Pyrgos, im Südwesten an Parekklisia, im Westen an Kellaki und im Norden an Klonari und Vikla. Das Dorf kann über die Straße F117 erreicht werden.
Das Dorf wird durch die Nebenflüsse des Vasilikos-Flusses geteilt. In der Gegend werden Zitrusfrüchte, Oliven, Mandeln, Johannisbrotbäume, Obstbäume und allgemeine Laubbäume angebaut. Der größere Bereich des Dorfes ist jedoch unbebaut und von Terpentin und Pilzen besetzt. Ein Teil des Staatswaldes von Limassol südlich der Siedlung liegt innerhalb seiner westlichen Grenzen.

## Geschichte
Sanida existiert seit spätestens den Mittelalter. Es ist in einem Katalog der venezianischen Zeit zu finden. Während der fränkischen Zeit war es Teil der „Großen Komturei“ (mit Sitz in Kolossi), die italienischen Rittern gehörte.
Der heutige Standort des Dorfes ist später. Das älteste Dorf, Paliosanida – wie es heute heißt – befand sich in früheren Zeiten unten im Tal. Nach lokaler Überlieferung wurde das Dorf von einer großen Epidemie, der Cholera, heimgesucht. Dabei starben viele Einwohner, bis irgendwann die wenigen verbliebenen Einwohner jede Nacht an der Stelle, wo sich die heutige Dorfkirche befindet, eine brennende Kerze sahen. Sie kamen gerade dorthin, um zu sehen, was los war, und als sie näher kamen, erlosch die Kerze, bis sie erkannten, dass die Kerze ein Zeichen der Erlösung war, eine Botschaft. Also zogen sie um und bauten die Kirche und die heutige Siedlung.

### Bevölkerungsentwicklung
Laut den in Zypern durchgeführten Volkszählungen durchlebte die Bevölkerung des Dorfes viele Höhen und Tiefen. Die folgende Tabelle zeigt die Bevölkerung von Sanida, wie sie in den in Zypern durchgeführten Volkszählungen erfasst wurde.
| Jahr      | 1891 | 1901 | 1911 | 1921 | 1931 | 1946 | 1960 | 1976 | 1982 | 1992 | 2001 | 2011 | 2021 |
| Einwohner | 115  | 134  | 92   | 102  | 69   | 102  | 84   | 51   | 51   | 45   | 44   | 42   | 64   |